# Вільямс (Айова)
Вільямс (англ. Williams) — місто (англ. city) в США, в окрузі Гамільтон штату Айова. Населення — 307 осіб (2020).

## Географія
Вільямс розташований за координатами 42°29′21″ пн. ш. 93°32′28″ зх. д. / 42.48917° пн. ш. 93.54111° зх. д. (42.489213, -93.541073).  За даними Бюро перепису населення США в 2010 році місто мало площу 2,25 км², уся площа — суходіл.

## Демографія
Згідно з переписом 2010 року, у місті мешкали 344 особи в 158 домогосподарствах у складі 96 родин. Густота населення становила 153 особи/км².  Було 183 помешкання (81/км²).
Расовий склад населення:
| - 98,8 % — білих - 0,3 % — чорних або афроамериканців |

До двох чи більше рас належало 0,9 %. Частка іспаномовних становила 0,0 % від усіх жителів.
За віковим діапазоном населення розподілялося таким чином: 22,4 % — особи молодші 18 років, 57,5 % — особи у віці 18—64 років, 20,1 % — особи у віці 65 років та старші. Медіана віку мешканця становила 42,0 року. На 100 осіб жіночої статі у місті припадало 98,8 чоловіків;  на 100 жінок у віці від 18 років та старших — 92,1 чоловіків також старших 18 років.
Середній дохід на одне домашнє господарство  становив 54 290 доларів США (медіана — 52 000), а середній дохід на одну сім'ю — 64 587 доларів (медіана — 61 364). Медіана доходів становила 37 708 доларів для чоловіків та 33 571 долар для жінок. За межею бідності перебувало 7,0 % осіб, у тому числі 6,8 % дітей у віці до 18 років та 10,6 % осіб у віці 65 років та старших.
Цивільне працевлаштоване населення становило 246 осіб. Основні галузі зайнятості: транспорт — 14,6 %, роздрібна торгівля — 13,8 %, освіта, охорона здоров'я та соціальна допомога — 11,4 %, сільське господарство, лісництво, риболовля — 11,4 %.